# Grigorij Kozintsev
Grigorij Michajlovitj Kozintsev (ryska: Григорий Михайлович Козинцев), född 22 mars (9 mars enligt g.s.) 1905 i Kiev i dåvarande kejsardömet Ryssland, död 11 maj 1973 i Leningrad (nuvarande Sankt Petersburg), var en sovjetisk teater- och filmregissör samt manusförfattare. 
Kozintsev regisserade bland annat Hamlet från 1964. Den tilldelades Juryns stora pris vid filmfestivalen i Venedig samma år, delat med Matteusevangeliet av Pier Paolo Pasolini.

## Filmografi (urval)
- 1924 - Pochozjdenija Oktiabriny (även manus) [7][8]
- 1925 - Misjki protiv Judenitja (även manus)
- 1926 - Sjinel [9]
- 1926 - Djävulshjulet
- 1927 - Förbundet för den stora planen
- 1929 - Novyj Vavilon (även manus)
- 1934 - Maksims ungdom (även manus)
- 1947 - Pirogov
- 1957 - Don Quijote (även manus)
- 1964 – Hamlet (även manus)
- 1969 – Korol Lir ("Kung Lear") (även manus)